# Stefan Wańkowicz
Stefan Wańkowicz herbu Lis (zm. w 1676 roku) – wojski miński w 1668 roku, podstarości wiłkomierski w latach 1660–1670, sędzia grodzki wiłkomierski w latach 1653–1659/1660, sekretarz Jego Królewskiej Mości.